# Metternicher Eule

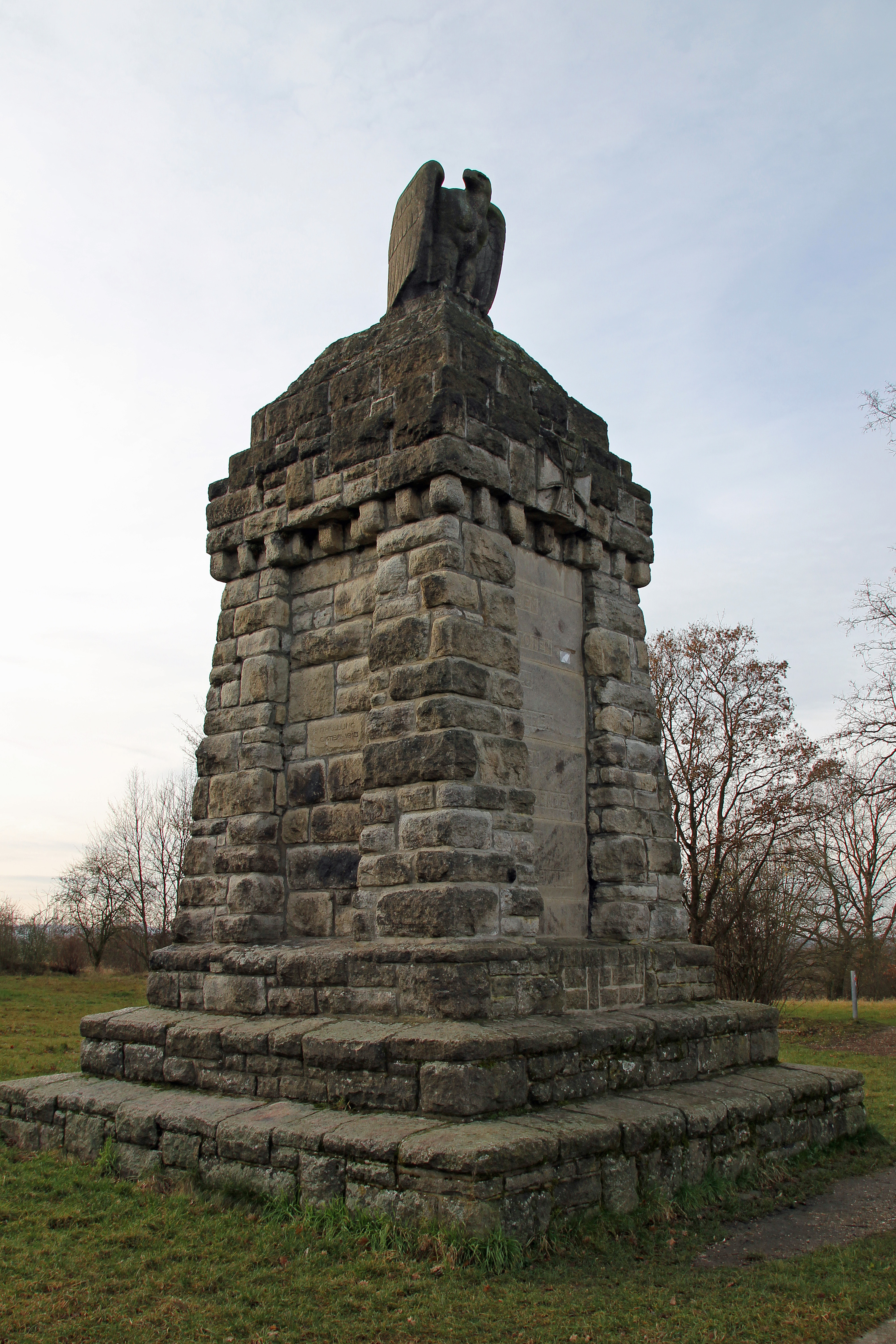
Die Metternicher Eul(e) auf dem Kimmelberg in Koblenz-Metternich

Die Metternicher Eul(e) ist ein preußisches Kriegerdenkmal in Koblenz, das sich auf dem Kimmelberg im Stadtteil Metternich befindet. Das heute als Eul' bezeichnete Denkmal ist eigentlich ein Obelisk mit Adler. Es wurde zu Ehren gefallener Soldaten der preußischen Armee aus der Gemeinde Metternich errichtet und ist heute das Wahrzeichen Metternichs.

## Geschichte
Die Grundsteinlegung des Kriegerdenkmals erfolgte am 15. Juni 1913 auf Initiative des Metternicher Krieger- und Landwehrvereins. Es wurde von dem Frankfurter Architekten Wilhelm Müller errichtet, der Entwurf stammt von Otto Bäppler. Der Adler wurde nach Plänen des Frankfurter Bildhauers Carl Stock von dem Metternicher Steinmetzmeister Wilhelm Geisen angefertigt. Finanziell gefördert wurde der 7500 Mark (49.326 Euro) teure Denkmalsbau vom Metternicher Wohltäter Max Weidtman (1858–1921). Die Einweihungsfeierlichkeiten fanden am 18. und 19. Oktober 1913, dem 100. Jahrestag der Völkerschlacht bei Leipzig, statt. Die Inschriften sollten an die Toten der Völkerschlacht sowie der Kriege von 1864, 1866 und 1870/71 erinnern. Nach dem Ersten und Zweiten Weltkrieg wurden sie ergänzt. Die Gedenktafel an der Frontseite trug 1913 folgenden Text: Ihren im Krieg gefallenen Söhnen, die Gemeinde Metternich.
Das Denkmal wurde im November 1964 und im Mai 1993 restauriert. Dabei wurde es 1993 zu einem „Mahnmal des Friedens“ umgewidmet und die Inschriften in der heutigen Form geändert.
Der Name "Eul" wird heute meist als scherzhafte Bezeichnung für den das Denkmal bekrönenden Adler, der einer sitzenden Eule ähnlich sieht, erklärt. Eul oder Uhl ist allerdings in der Umgebung von Koblenz mehrfach als alte Flurbezeichnung nachweisbar, die an dort tätige Töpfer (Eulner: von lat. Olla=Topf) oder deren Tongruben erinnert.

## Bau
Das 9 m hohe Kriegerdenkmal aus Trachyt steht auf einem quadratischen Grundriss mit einer Seitenlänge von 5,5 m. Zum Denkmal hoch führt eine 16 m breite Freitreppe. Der konisch zulaufende Sockel besteht aus gebuckelten Quadern mit pfeilerartig verstärkten Kanten. Der Adler, dargestellt in einer untypischen Sitzhaltung mit angelegten Schwingen, steht auf einem Konsolgebälk. Darunter ist an der Frontseite des Obelisken das Eiserne Kreuz mit dem Buchstaben W (für Wilhelm I.) und die Jahreszahl 1870 angebracht. In der Mitte der Front stehen die Worte:
Den Toten zu Ehren, den Lebendigen zur Mahnung.
Auf der Rückseite steht zu lesen:
Zum Gedenken an die Toten der 4 Kriege in den letzten beiden Jahrhunderten.
An den Seiten sind die Daten zur Erbauung und Restaurierung angebracht.

## Denkmalschutz
Die Metternicher Eul(e) ist ein geschütztes Kulturdenkmal nach dem Denkmalschutzgesetz (DSchG) und in der Denkmalliste des Landes Rheinland-Pfalz eingetragen. Sie steht in Koblenz-Metternich auf dem Kimmelberg.